# 실리스트라

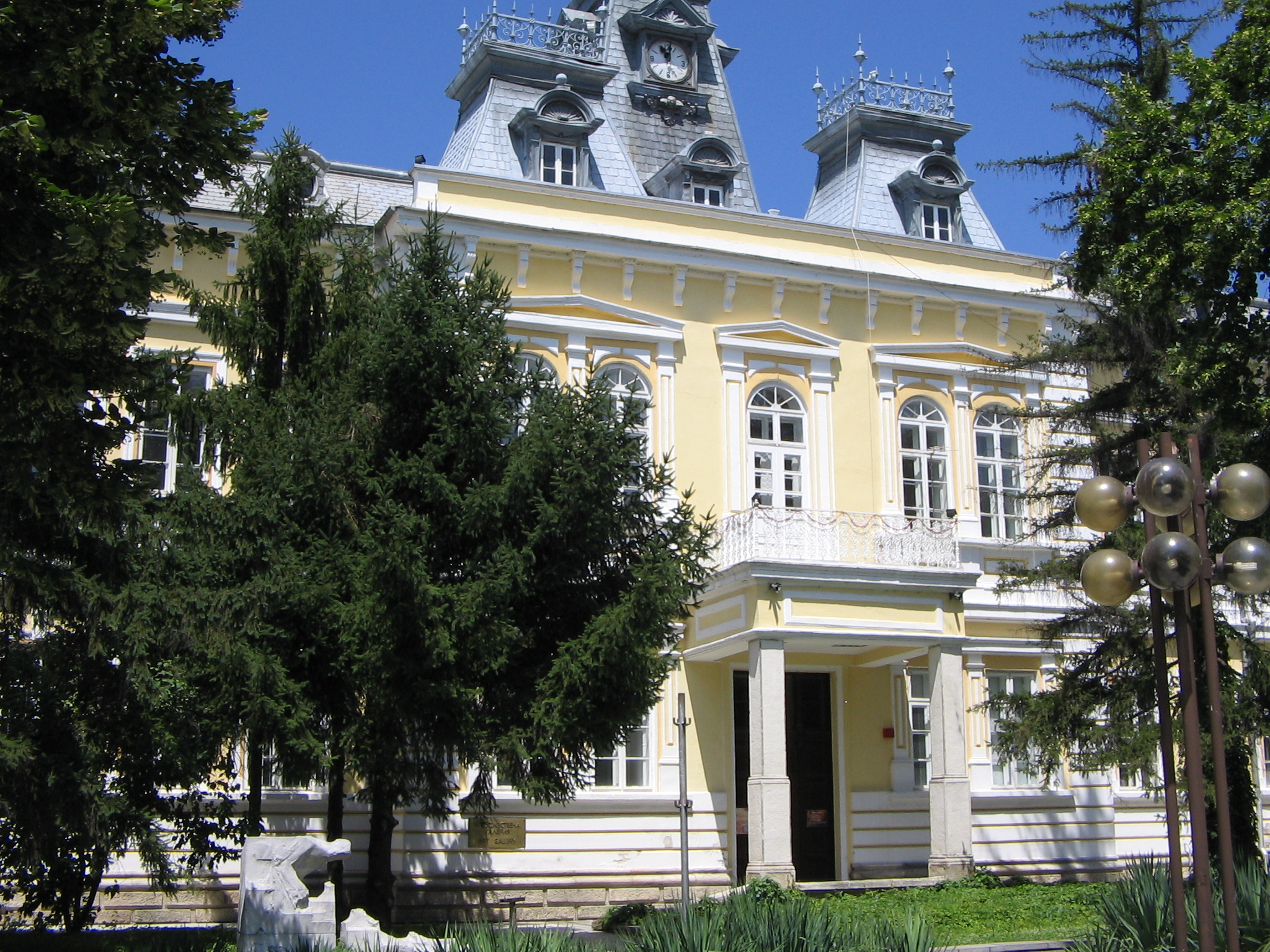
실리스트라 미술관

실리스트라(불가리아어: Силистра)는 불가리아 북동부에 위치한 도시로, 실리스트라 주의 주도이며 인구는 35,607명(2011년 기준)이다. 다뉴브강 남부 연안과 접하고 있고 루마니아 국경과 가까운 편이다. 역사적인 지방인 남부 도브루자 지방에 속한다. 로마 제국 시대에 트라키아인들이 두로스토룸(Durostorum) 요새를 건설했다는 기록이 전해진다.